# Cristal·linitat
La cristal·linitat és el grau d'ordre estructural d'un sòlid. En un cristall els àtoms o les molècules estan disposats d'una manera regular i periòdica. El grau de cristal·linitat té una gran influència en la duresa, densitat transparència i difusió. En un gas les posicions relatives dels àtoms o les molècules són completament aleatòries. Els materials amorfs com els vidres i líquids representen un cas intermedi i tenen ordre sobre distàncies curtes (uns pocs espais atòmics o moleculars) però no sobre distàncies llargues.
Molts materials (com vidres ceràmics o alguns polímers) es poden preparar una mescla de regions cristal·lines i amorfes. En aquests casos la cristal·linitat normalment s'expressa com percentatge sobre el volum del material que és cristal·lí. Tanmateix en els casos de materials completament cristal·lins pot variar el grau de perfecció estructural pels seus defectes cristal·logràfics
Per mesurar la cristal·linitat es fa servir la difracció de raigs X, però també les tècniques de calorimetria.

## Cristal·linitat de roques
La geologia descriu quatre nivells qualitatius de cristal·linitat:
- Roques holocristal·lines: roques ígnies constituïdes per elements perfectament cristal·litzats[2]
- Roques hipocristal·lines: roques constituïdes en part per cristalls i en part per vidre.[3]
- Roques hipohialines parcialment vidrosos;
- Roques holohialines (com l'obsidiana) completament vitris.